# Clemens Weller
Clemens Weller (vollständiger Name Frantz Clemens Stephan Weller; * 17. Mai 1838 in Neustadt in Brandenburg; † 17. Juli 1900) war ein dänischer Buchbinder und Fotograf in Kopenhagen.

## Leben

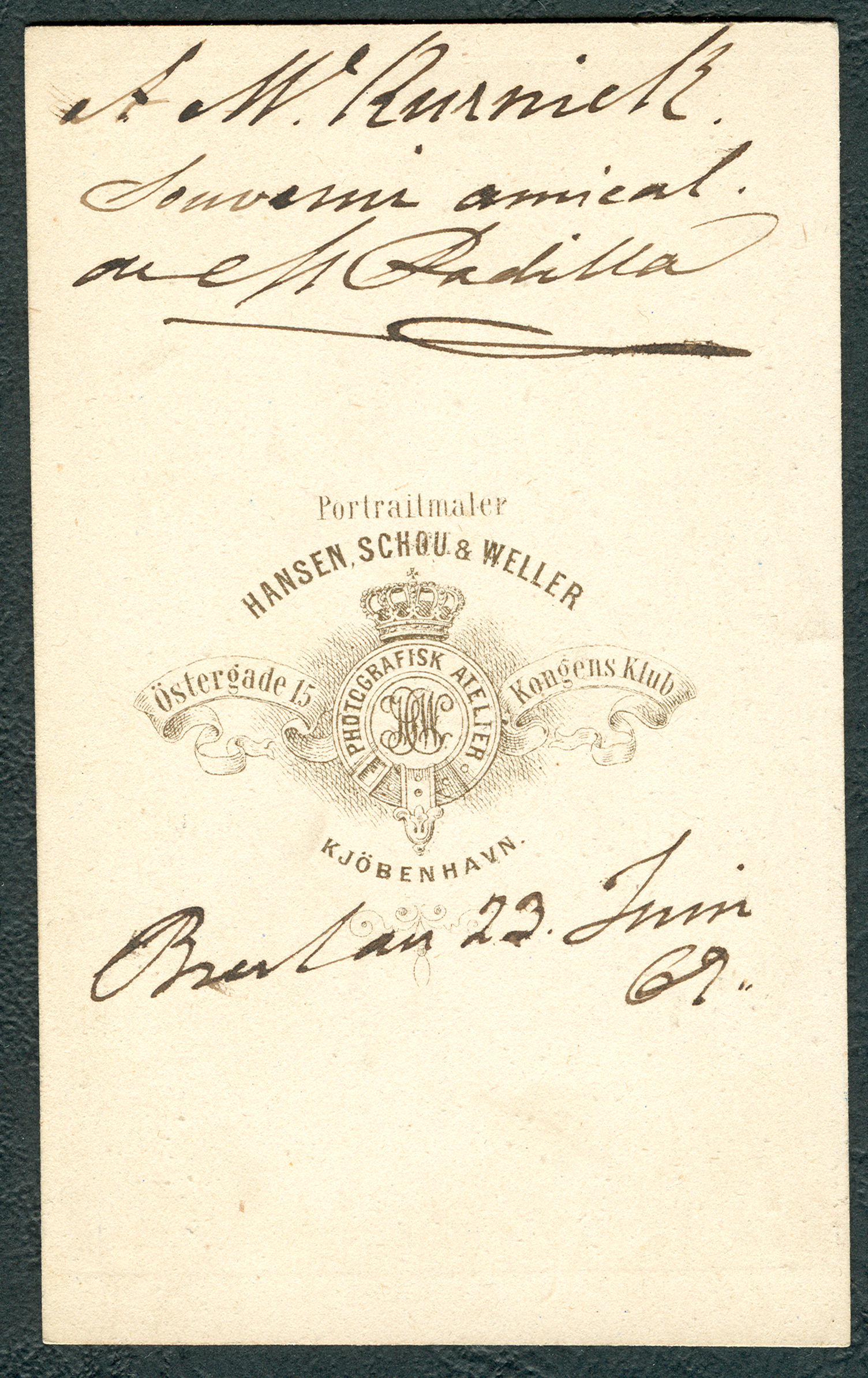
Revers einer Carte de Visite von Hansen, Schou & Weller, von unidentifizierter Hand gewidmet an Max Kurnik, datiert „Breslau 23. Juni 1869“

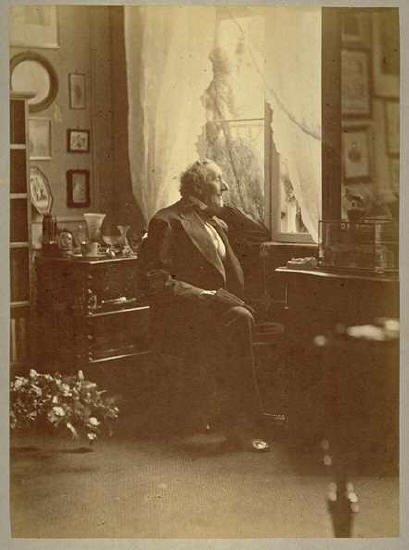
Hans Christian Andersen am Fenster in seinem Wohnzimmer; 1874 arrangiertes Foto von Clemens Weller

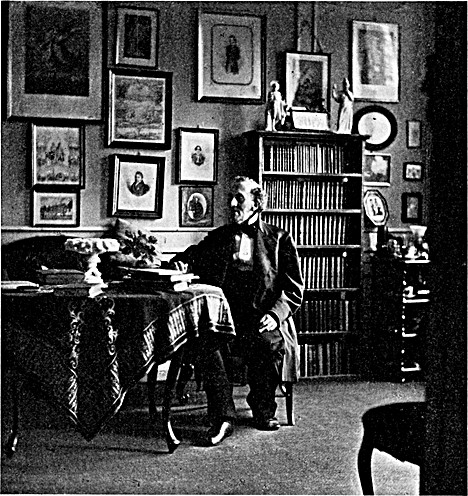
Foto aus derselben Serie

Als gelernter Buchbinder fand Weller bei dem dänischen Fotografen Georg E. Hansen eine Anstellung, bei dem er dann zum Fotografen ausgebildet wurde. Später erwarb sich Weller selbst einen Ruf als Fotograf.
Aus einem Brief des Herausgebers Nicolai Bøgh an seinen Autoren Hans Christian Andersen vom 21. Oktober 1866 und aus dem Tagebucheintrag Andersens vom selben Tag geht hervor, dass Weller den Dichter zuvor persönlich getroffen hatte.
1869 ging Weller eine Geschäftspartnerschaft mit Hansens Bruder N. C. Hansen ein, aus der sich das Atelier Hansen, Schou & Weller entwickelte. In dieser Partnerschaft wurde Weller schnell zur treibenden Kraft.
Am 21. Mai 1874 besuchte Weller, nun von der Firma Hansen, Schou & Weller, den Dichter Andersen in dessen Wohnräumen in der Straße Nyhavn 18, um eine (Übers.:) „herausragende Serie von [insgesamt fünf] Portraitfotografien“ des bereits vom Krebs gezeichneten Dichters aufzunehmen. Die Arbeit dauerte insgesamt zweieinhalb Stunden, da die Entwicklung jedes einzelnen Fotos vor Ort seinerzeit jeweils eine halbe Stunde in Anspruch nahm. Diese fünf arrangierten Fotos, die erst- und auch letztmals den vom Mobiliar seines Wohnzimmers umgebenen Dichter zeigten, bildeten später eine wichtige Arbeitsgrundlage bei der Rekonstruktion der Raumausstattung in H. C. Andersens Hus. Später bedankte sich Andersen in einem ausführlichen Brief an Weller für die übersandten Abzüge und Glasplatten. In dem Brief fragte Andersen Weller auch, wohin er, der Dichter, seine handschriftliche Signatur setzen sollte, da spätere Abzüge als Geschenke und zur Erinnerung hergestellt werden sollte. Tatsächlich existieren Abzüge von den Glasplatten-Negativen mit Andersens eigenem handschriftlichen Zusatz „H.C. Andersen's study in Copenhagen 1874“.
Die letzten Aufnahmen von Andersen vor dessen Tod entstanden rund 6 Monate später, wiederum von Hansen, Schou & Weller und wiederum in den Wohnräumen des Dichters. Am 26. September 1874 besuchte jedoch nicht Weller, sondern der Königliche Hoffotograf Georg E. Hansen den Dichter, um diesen zu porträtieren.
Clemens Weller war langjähriger Vorsitzender der Dänischen Fotografen Union (Dansk Fotografisk Forening, ursprünglich Dansk photographisk Forening).

## Werke (unvollständig)
- Aus den zahlreichen Fotografien von Clemens Weller unter dem gemeinsamen Firmennamen Hansen, Schou & Weller[3] können der persönlichen Urheberschaft Wellers nachweislich folgende Fotografien zugerechnet werden:
  - 21. Mai 1874: Fünf Fotografien von Hans Christian Andersen in der Wohnung Nyhavn 18, Kopenhagen[3]